# US F1 Team
US F1 Team és un equip de Fórmula 1 propietat de Peter Windsor, que va obtenir una llicència per competir a partir de la temporada 2010.
L'equip ja ha confirmat que utilitzarà els motors anglesos Cosworth en la pròxima temporada (2011) i es desconeix quins seran els pilots.

## Palmarès
- Campionats del món de pilots: 0
- Campionats del món de constructors: 0
- Victòries: 0
- Poles: 0
- Voltes ràpides: 0